# Hossein Kazemzadeh Iranshahr
Hossein Kazemzadeh Iranshahr est un homme de lettres iranien né le 10 janvier 1884 à Tabriz et mort en février 1962 en Suisse.
À la suite du décès de ses parents, il est élevé par son oncle paternel, un médecin. Après avoir fini ses études, il ouvre une école à Tabriz et publie un journal Kamal qu'il devra fermer sous la pression des personnalités religieuses. Il quitte Tabriz pour Constantinople. En 1906, il y crée « l'association des frères iraniens ». Il étudie le droit en Belgique et crée ensuite « l'Association des personnalités littéraires et scientifiques iraniennes » à Paris. En 1913, le professeur Edward Brown l'invite à l'université de Cambridge pour enseigner le persan et l'arabe. Ensuite, il part pour Berlin et en 1915, il y crée avec Hassan Taghizadeh le « comité de salut et de l'indépendance de l'Iran ». Il y ouvre une librairie et publie Iranshahr. À partir de ce moment, il est connu sous le nom de Kazemzadeh Iranshahr. 
En 1936, pour fuir le régime nazi, il s'installe en Suisse où il continue ses recherches philosophiques. Il y crée 33 ateliers philosophiques « Les chercheurs de la Lumière ». 
Il décède en Suisse en février 1962.
Il est l'auteur de plus de 120 livres, recueils et cahiers sur la philosophie et l'éducation en persan, en arabe, en anglais et en allemand.